# BV Mörfelden-Walldorf
Der Billard Verein Mörfelden-Walldorf e. V., kurz BV Mörfelden-Walldorf, ist ein Poolbillardverein aus Mörfelden-Walldorf. Der Verein entstand 2010 durch die Fusion der Billardvereine PV Astoria Walldorf und PC Mörfelden 1977. 2017 stieg er nach 2011 zum zweiten Mal in die 1. Bundesliga auf.

## Geschichte

### Vorgängervereine

#### Astoria Walldorf
| Platzierungen (2001–2010) | Platzierungen (2001–2010) | Platzierungen (2001–2010) |
| Saison                    | Liga (Spielklasse)        | Platz                     |
| ------------------------- | ------------------------- | ------------------------- |
| 2001/02                   | Oberliga Hessen (3)       | 2                         |
| 2002/03                   | Oberliga Hessen (3)       | 1                         |
| 2003/04                   | Oberliga Hessen (3)       | 1                         |
| 2004/05                   | Oberliga Hessen (3)       | 1                         |
| 2005/06                   | 2. Bundesliga Nord (2)    | 2                         |
| 2006/07                   | 2. Bundesliga Süd (2)     | 2                         |
| 2007/08                   | 2. Bundesliga Süd (2)     | 6                         |
| 2008/09                   | 2. Bundesliga Süd (2)     | 3                         |
| 2009/10                   | 2. Bundesliga Süd (2)     | 3                         |

Der PV Astoria Walldorf wurde 1974 gegründet und war 1975 Gründungsmitglied des hessischen Billardverbandes. Beim deutschen 8-Ball-Pokal erreichte Astoria Walldorf 1989 und 1994 das Halbfinale, bevor der Pokal 2003 im Finale gegen Joker Geldern gewonnen wurde. Nachdem man dreimal in Folge Meister der Oberliga geworden war, gelang es der ersten Mannschaft 2005 in die 2. Bundesliga aufzusteigen, in der anschließend jeweils zweimal der zweite und dritte Platz erreicht wurde. Mit dem mehrfachen Jugend-Europameister Nicolas Ottermann brachte der Verein einen internationalen Spitzenspieler hervor. Astoria Walldorf richtete zudem die Jugend-Europameisterschaft 2002 und weitere große internationale und nationale Turniere aus.

#### PC Mörfelden 1977
| Platzierungen (2001–2010) | Platzierungen (2001–2010) | Platzierungen (2001–2010) |
| Saison                    | Liga (Spielklasse)        | Platz                     |
| ------------------------- | ------------------------- | ------------------------- |
| 2001/02                   | Verbandsliga 2 (4)        | 2                         |
| 2002/03                   | Verbandsliga 2 (4)        | 2                         |
| 2003/04                   | Oberliga Hessen (3)       | 6                         |
| 2004/05                   | Oberliga Hessen (3)       | 9                         |
| 2005/06                   | Verbandsliga 2 (4)        | 1                         |
| 2006/07                   | Oberliga Hessen (3)       | 7                         |
| 2007/08                   | Oberliga Hessen (3)       | 9                         |
| 2008/09                   | Verbandsliga 1 (4)        | 5                         |
| 2009/10                   | Verbandsliga 2 (5)        | 2                         |

Der PC Mörfelden 1977 wurde am 4. Februar 1977 gegründet. 1991 stieg er in die 1. Bundesliga auf, nachdem er ein Jahr zuvor in die 2. Bundesliga aufgestiegen war. In der Saison 1991/92 erreichte der Verein dort den dritten Platz, 1993 kam er hinter dem PBC Karlsruhe auf den zweiten Platz. Ein Jahr später wurde der Verein Deutscher Meister. Im Oktober 1994 brannte das zehn Jahre zuvor errichtete Vereinsheim des PC Mörfelden ab, das anschließend in zehn Monaten wieder aufgebaut wurde und bis heute das Vereinsheim des BV Mörfelden-Walldorf ist. 1996 gewann der PC Mörfelden durch einen Finalsieg gegen den BBV Mannheim den deutschen 8-Ball-Pokal. In den folgenden Jahren stieg der Verein bis in die Verbandsliga ab. 2003 gelang der Aufstieg in die Oberliga Hessen, aus der man zwei Jahre später erneut abstieg. In der Saison 2005/06 gelang dem Verein der direkte Wiederaufstieg in die Oberliga. In der Saison 2007/08 stieg der PC Mörfelden in die Verbandsliga ab, in der er 2010 auf den zweiten Platz kam.

### BV Mörfelden-Walldorf
| Platzierungen seit 2010 | Platzierungen seit 2010 | Platzierungen seit 2010 |
| Saison                  | Liga                    | Platz                   |
| ----------------------- | ----------------------- | ----------------------- |
| 2010/11                 | 2. Bundesliga Süd       | 1                       |
| 2011/12                 | 1. Bundesliga           | 4                       |
| 2012/13                 | 1. Bundesliga           | 4                       |
| 2013/14                 | 1. Bundesliga           | 6                       |
| 2014/15                 | 1. Bundesliga           | 7                       |
| 2015/16                 | 2. Bundesliga Süd       | 4                       |
| 2016/17                 | 2. Bundesliga Süd       | 2                       |
| 2017/18                 | 1. Bundesliga           |                         |

Im Jahr 2010 fusionierten der BV Astoria Walldorf und der PC Mörfelden 1977. Der BV Mörfelden-Walldorf übernahm zur Saison 2010/11 den Startplatz von Astoria Walldorf in der 2. Bundesliga. Aus der Zweitligamannschaft von Astoria wurden Christophe Creter und Patrick Kämpfner übernommen. Der beste Mannschaftsspieler der Vorsaison, der Schwede Erik Weiselius, verließ jedoch den Verein. Er wurde durch Nicolas Ottermann ersetzt, der nach drei Jahren beim BSV Dachau nach Hessen zurückkehrte. Hinzu kam Marlin Köhler, der zuvor mit der dritten Mannschaft von Astoria in der Oberliga gespielt hatte.
In seine erste Spielzeit startete der neu gegründete Verein mit einer Heimniederlage gegen Bundesligaabsteiger Fortuna Bexbach. Am zweiten Spieltag besiegte er Schwarz-Weiß Kohlscheid. Bis zum Saisonende folgte lediglich eine weitere Niederlage. Am vorletzten Spieltag sicherte sich der BV Mörfelden-Walldorf, der seit dem neunten Spieltag Tabellenführer war, trotz einer Niederlage in Kohlscheid den Aufstieg in die 1. Bundesliga, da der direkte Konkurrent BSV Phönix gleichzeitig ebenfalls verlor.
Zur Saison 2011/12 wurden Denis Grabe und Mateusz Śniegocki verpflichtet. In seine erste Bundesligasaison startete der Verein mit einem Heimsieg gegen die BSG Osnabrück und blieb anschließend viermal sieglos. Nach drei Siegen in Folge hatte man am achten Spieltag als Vierter bereits acht Punkte Vorsprung auf die Abstiegsplätze. Der Klassenerhalt stand nach elf Spielen fest. Den fünften Bundesligasieg sicherte man sich am letzten Spieltag beim BSV Wuppertal. Nach der Saison verließ Grabe den BV Mörfelden-Walldorf.
In der Hinrunde der folgenden Spielzeit verloren die Hessen nur gegen den Serienmeister BC Oberhausen und hatten als Vierter neun Punkte Abstand zu den Abstiegsplätzen und zum Tabellenführer. In der zweiten Saisonhälfte folgten drei weitere Niederlagen und zwei Siege. Nachdem sie zwischenzeitlich Zweiter gewesen war, belegte die Mannschaft am Saisonende den vierten Platz. Als bester Hesse erreichte Nicolas Ottermann, der 2012 als erstes Vereinsmitglied deutscher Einzelmeister geworden war, in der Einzelrangliste den dritten Platz.
In der Saison 2013/14 gewann der BV Mörfelden-Walldorf drei Spiele und schaffte mit einem Sieg in Wuppertal am vorletzten Spieltag als Sechstplatzierter den Klassenerhalt.
Im Oktober 2014 zog der Verein zum ersten Mal ins Halbfinale des deutschen 8-Ball-Pokals ein, in dem er sich dem PBC Schwerte 87 mit 3:5 geschlagen geben musste. Kurz zuvor hatten die Hessen in der Bundesliga den BSV Dachau mit 7:1 besiegt. In der Bundesligasaison 2014/15 blieb dies jedoch der einzige Sieg. Fünfmal spielten sie Unentschieden, zuletzt am vorletzten Spieltag gegen den BC Siegtal 89, als ein Sieg nötig gewesen wäre, um den Abstieg in die 2. Bundesliga noch verhindern zu können.
In der ersten Saison nach dem Abstieg belegte der Verein zur Saisonhälfte mit nur zwei Punkten Rückstand auf Tabellenführer Karben den dritten Platz. In der Rückrunde holte er jedoch lediglich sechs Punkte und fiel auf den vierten Platz zurück. In der Spielzeit 2016/17 verpasste er zunächst erneut den Aufstieg. Auch zwei Siege am letzten Ligawochenende reichten nicht, weil der Spitzenreiter Joker Altstadt ebenfalls gewann. Da der BC Queue Hamburg seine erste Mannschaft in die zweite Liga zurückzog, erhielten die Vizemeister der beiden Zweitligastaffeln jedoch eine weitere Chance, in die Bundesliga aufzusteigen. In der Relegation gegen Joker Kamp-Lintfort setzten sich die Hessen mit 4:3 durch und kehrten damit nach zwei Jahren ins Oberhaus zurück.

## Zweite Mannschaft
| Platzierungen seit 2010 | Platzierungen seit 2010   | Platzierungen seit 2010 |
| Saison                  | Liga (Spielklasse)        | Platz                   |
| ----------------------- | ------------------------- | ----------------------- |
| 2010/11                 | Regionalliga Süd-West (3) | 2                       |
| 2011/12                 | Regionalliga Süd-Ost (3)  | 6                       |
| 2012/13                 | Regionalliga Ost (3)      | 2                       |
| 2013/14                 | Regionalliga Mitte (3)    | 3                       |
| 2014/15                 | Regionalliga Mitte (3)    | 3                       |
| 2015/16                 | Regionalliga Ost (3)      | 1                       |
| 2016/17                 | Regionalliga Mitte (3)    | 7                       |
| 2017/18                 | Oberliga Hessen (4)       |                         |

Die zweite Mannschaft des BV Mörfelden-Walldorf übernahm 2010 den Startplatz der zweiten Mannschaft von Astoria Walldorf. Diese hatte in der Saison 2009/10 den ersten Platz in der Oberliga erreicht und war somit in die Regionalliga aufgestiegen. Dort erreichte man 2011 und 2013 den zweiten Platz und wurde 2014 sowie 2015 Dritter. In der Saison 2015/16 erreichte die zweite Mannschaft ungeschlagen den ersten Platz in der Regionalliga Ost. Da die erste Mannschaft jedoch in der 2. Bundesliga spielte, war die zweite nicht aufstiegsberechtigt. Zur folgenden Spielzeit rückten David Vu und Michael Scheffler, die zuvor den zweiten und sechsten Platz in der Einzelrangliste belegt hatten, in die erste Mannschaft auf. Die zweite belegte in der Saison 2016/17 mit lediglich zwei Siegen den siebten Platz. Der Abstieg in die Oberliga stand nach dem vorletzten Spieltag fest, als das Team gegen den PBSC Bonn verloren hatte.

## Aktuelle und ehemalige Spieler
(Auswahl)
- Dennis Braun
- Christophe Creter
- Denis Grabe
- Nils Großbach
- Timo Hofmann
- Bernd Jungmann
- Patrick Kämpfner
- Sinan Kodaş
- Marlin Köhler
- Marc Lambauer
- Jochen Maurer
- Christian Maxeiner
- Marcel Nicolai
- Nicolas Ottermann
- Andreas Roschkowski
- Michael Scheffler
- Dirk Schlegelmilch
- Thomas Schlegemilch
- Vitali Schnur
- Mateusz Śniegocki
- Ralf Souquet
- David Vu
- Kai Windemuth

## Erfolge
Astoria Walldorf
- Deutscher Pokalsieger: 2003
- Aufstieg in die 2. Bundesliga: 2005

PC Mörfelden 1977
- Aufstieg in die 2. Bundesliga: 1990
- Aufstieg in die 1. Bundesliga: 1991
- Deutscher Meister: 1994
- Deutscher Pokalsieger: 1996

BV Mörfelden-Walldorf
- Aufstieg in die 1. Bundesliga: 2011, 2017